# David Mitchell (Fußballspieler)
David Stuart Mitchell (* 13. Juni 1962 in Glasgow) ist ein ehemaliger australischer Fußballspieler.

## Leben
Kurz nach Mitchells Geburt in Schottland zogen seine Eltern nach Australien. Er wuchs in Adelaide auf.

## Karriere

### Verein
Mitchell begann seine Karriere als Fußballspieler beim australischen Klub Adelaide City; dort spielte er bis 1983. Dann wechselte er in seine Geburtsstadt zu den Glasgow Rangers in Schottland. 1985 wechselte er nach Deutschland zum Bundesligisten Eintracht Frankfurt. Mit der Eintracht stand Mitchell zum Ende der Saison zweimal in Folge auf Platz 15. In seiner ersten Saison kam er lediglich auf drei Einsätze. In der zweiten Saison gehörte er zum Stammpersonal und war in 32 Ligaspielen im Einsatz, in denen er fünf Tore schoss. Von der Eintracht zog es Mitchell weiter in die Niederlande zu Feyenoord Rotterdam in der Eredivisie, der niederländischen ersten Liga. Nach zwei Jahren bei Feyenoord zog es Mitchell weiter. Zur Saison 1990/91 wechselte er in Englands Hauptstadt zum FC Chelsea, dann zu Newcastle United. Nach drei Jahren in England und einer weiteren Station bei Swindon Town ging er 1993 für kurze Zeit zu Altay Izmir in die Türkei. Bereits zur neuen Saison heuerte er beim FC Millwall an und spielte zwei weitere Jahre in England. Nach einem kurzen Einsatz in Malaysia beim Selangor FA wechselte er zurück nach Australien und spielte bei Sydney Olympic und Sydney United. Bei beiden Stationen arbeitete er als Spielertrainer.

### Nationalmannschaft
Für die australische Nationalmannschaft spielte er 44-mal und erzielte 13 Tore. Mit dem Team nahm er an den Olympischen Sommerspielen 1988 in Seoul teil und belegte den 5. Platz.

## Erfolge-Rekorde-Ehrungen
- erster australischer Spieler in der höchsten deutschen, niederländischen und schottischen Ligen
- Schottischer Ligapokal: 1984, 1985
- Am 8. November 1986 erzielte Mitchell 20 Sekunden nach seiner Einwechslung für Eintracht Frankfurt beim Spiel gegen den Aufsteiger FC Homburg den Endstand zum 1:1, dies war das bis dorthin schnellste Tor nach Einwechslung eines Spielers in der Bundesliga. Am 28. Januar 2012 erzielte Stephan Hain beim Spiel gegen den 1. FC Kaiserslautern ebenfalls zwanzig Sekunden nach seiner Einwechslung ein Tor.